# PGC 1383737
LEDA/PGC 1383737 ist eine Spiralgalaxie im Sternbild Widder auf der Ekliptik. Sie ist schätzungsweise 665 Millionen Lichtjahre von der Milchstraße entfernt und hat eine Ausdehnung von etwa 185.000 Lichtjahren. Vom Sonnensystem aus entfernt sich das Objekt mit einer errechneten Radialgeschwindigkeit von näherungsweise 14.900 Kilometern pro Sekunde.
Im selben Himmelsareal befinden sich unter anderem die Galaxien NGC 1024, NGC 1029, PGC 1382834, PGC 1384047.